# Exo Planet 3 – The Exo'rdium (dot)
Exo Planet No. 3 - The Exo'rDIUM [dot]  (stilizzato come EXO PLANET #3 - The EXO'rDIUM[dot]) è il secondo album dal vivo della boy band sudcoreana-cinese EXO. È stato pubblicato il 25 ottobre 2017 su etichetta SM Entertainment. Contiene 2 CD e un totale di 31 canzoni.

## Tracce

### CD1
1. Mama – 2:17
2. Monster – 3:51
3. Wolf – 6:15
4. White Noise – 3:50
5. Thunder – 2:42
6. Playboy – 2:19
7. Artificial Love – 5:01
8. Unfair – 3:32
9. My Lady – 1:02
10. Moonlight – 1:45
11. Sing For You – 3:51
12. Call Me Baby – 1:53
13. Lady Luck – 3:35
14. Tender Love – 3:34
15. Cloud 9 – 3:58
16. Love Me Right – 4:03

Durata totale: 53:28

### CD2
1. Heaven – 3:43
2. Girl x Friend – 3:39
3. 3.6.5 – 3:15
4. Overdose – 4:33
5. Transformer – 4:23
6. Lightsaber – 4:05
7. Together – 2:39
8. Full Moon – 1:54
9. Drop That – 4:57
10. EXO Keep On Dancing – 3:12
11. Lucky – 3:16
12. Run – 4:49
13. Lotto – 3:12
14. Growl – 3:34
15. For Life – 3:57

Durata totale: 55:08

## Date di pubblicazione
| Paese         | Data            | Formato                          | Etichetta               |
| ------------- | --------------- | -------------------------------- | ----------------------- |
| Corea del Sud | 25 ottobre 2017 | CD, download digitale, streaming | SM Entertainment IRIVER |
| Mondo         | 25 ottobre 2017 | Download digitale, streaming     | SM Entertainment IRIVER |